# Rafael Ferreira Francisco
Rafael Ferreira Francisco (nacido el 13 de abril de 1986) es un futbolista brasileño que se desempeña como centrocampista.
Jugó para clubes como el Fluminense, Flamengo, Atlético Mineiro, Figueirense, Bahia, SC Sagamihara y Anápolis.

## Trayectoria

### Clubes
| Club             | País   | Año         |
| ---------------- | ------ | ----------- |
| Fluminense       | Brasil | 2005        |
| Flamengo         | Brasil | 2006 - 2010 |
| Atlético Mineiro | Brasil | 2011 - 2012 |
| Figueirense      | Brasil | 2012        |
| Bahia            | Brasil | 2013        |
| SC Sagamihara    | Japón  | 2014 -      |
| Anápolis         | Brasil | 2016        |